# Eupen-Malmedy

Kommunerna inom Eupen-Malmedy. De tyskspråkiga markeras med gul, de franskspråkiga med grön färg.

Eupen-Malmedy betecknar historiskt och internationellt en del av Belgien, som inom landet oftast benämns Östkantonerna eller Östbelgien (tyska Ostkantone eller Ostbelgien, franska Cantons de l'Est, nederländska Oostkantons eller Oost-België). Eupen-Malmedy  har övervägande tysktalande befolkning och är en del av Belgien sedan 1920. Det består av 11 kommuner i regionen Vallonien, provinsen Liège, Arrondissement de Verviers.

## Historik
Från medeltiden var området delat mellan  olika hertigdömen och kyrkliga maktcentra inom Tysk-romerska riket. En del bland dessa kom senare att tillhöra Österrikiska Nederländerna, som utgör kärnan av dagens Belgien. År 1795 erövrades området av den franska revoloutionsarmen och inkorporerades senare i Frankrike. Vid Wienkongressen 1815 tillföll det Preussen. Namnet Eupen-Malmedy, efter de två största städerna, är från den preussiska tiden. Från 1871 hörde området till Tyska kejsardömet. 
Genom Versaillesfreden fördes Eupen-Malmedy över till Belgien, som det tillhört sedan 1920 med undantag för krigsåren 1940-1945, då det med varierande gränsdragningar var inkorporerat i Tyskland.

## Språklig indelning
I dagens språkdelade Belgien bildar 9 av de 11 kommunerna Tyskspråkiga gemenskapen i Belgien med  självstyrande organ för språkrelevanta frågor. Denna del har Eupen som huvudort. Två kommuner, Malmedy och Waimes (Weismes)  har övervägande fransktalande befolkning och ingår liksom övriga Vallonien i Franska gemenskapen i Belgien.  Genom denna uppdelning saknar namnet Eupen-Malmedy idag politisk betydelse och används främst i  historiska sammanhang.

## Kommuner i Eupen-Malmedy
- Amel
- Burg-Reuland
- Büllingen
- Bütgenbach
- Eupen
- Kelmis
- Lontzen
- Malmedy
- Raeren
- Sankt Vith
- Waimes